# Ben Schellekens

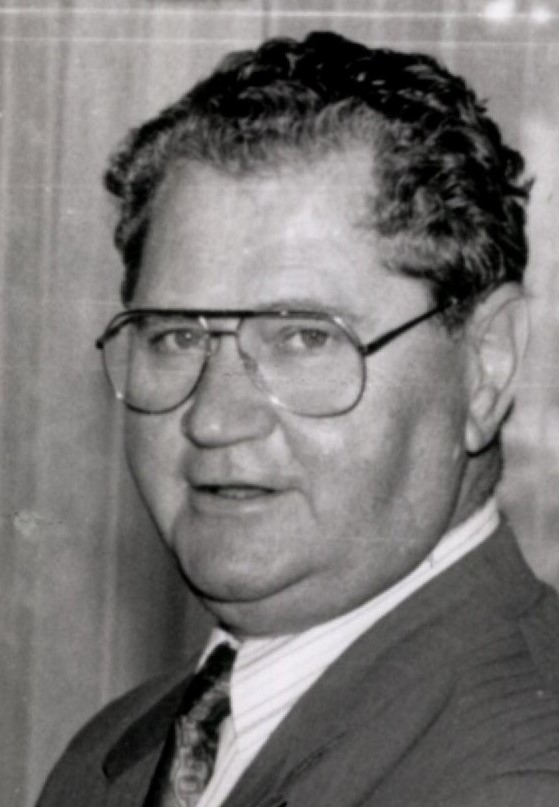
Ben Schellekens in zijn tijd als burgemeester van Helden

Bernardus Elisabeth (Ben) Schellekens (Veldhoven, 23 oktober 1937 – Eindhoven, 12 april 2024) was een Nederlands politicus van het CDA.
Hij was in 1966 een van de twee oprichters van de lokale Veldhovense partij GBV en zat van 1966 tot 1972 in de gemeenteraad van Veldhoven. Schellekens was districtshoofd bij de vervoersbond FNV voor hij in maart 1980 benoemd werd tot de burgemeester van de Noord-Brabantse gemeente Zeeland. In september 1991 volgde zijn benoeming tot burgemeester van Helden. Hoewel het in principe aan een burgemeester toegestaan is om de laatste drie jaar voor diens pensionering buiten de gemeente te wonen, was de gemeenteraad van Helden daar unaniem op tegen waarop Schellekens begin 2000 aangaf in juli van dat jaar vervroegd met pensioen te gaan. Daarna was hij onder andere actief met zijn adviesbureau De Kemphaan en in 2007 werd hij voorzitter van de cliëntenraad van de afdeling sociale zaken van de gemeente Veldhoven.
Hij werd 86 jaar oud.
- International Standard Name Identifier: 0000 0004 6000 0387
- Nederlandse Thesaurus van Auteursnamen: 408347260
- Virtual International Authority File: 5148522184320851247
- WorldCat: E39PBJt3YKdgwPKYbfkyGVfcyd